# Svart-Röjnoret
Svart-Röjnoret är en sjö i Skellefteå kommun i Västerbotten och ingår i Skellefteälvens huvudavrinningsområde. Sjön har en area på 0,0889 kvadratkilometer och ligger 253,5 meter över havet.

## Delavrinningsområde
Svart-Röjnoret ingår i det delavrinningsområde (719256-170721) som SMHI kallar för Utloppet av Svart-Röjnoret. Medelhöjden är 264 meter över havet och ytan är 0,87 kvadratkilometer. Det finns inga avrinningsområden uppströms utan avrinningsområdet är högsta punkten. Vattendraget som avvattnar avrinningsområdet har biflödesordning 4, vilket innebär att vattnet flödar genom totalt 4 vattendrag innan det når havet efter 109 kilometer. Avrinningsområdet består mestadels av skog (90 procent). Avrinningsområdet har 0,09 kvadratkilometer vattenytor vilket ger det en sjöprocent på 10,1 procent.